# Nitrogenmonoxid

Nitrogenmonoxid (NO) eller kvælstofoxid er en giftig forbindelse af kvælstof og ilt, og er ved stuetemperatur og atmosfærisk tryk en farveløs gasart. Molekylet er et såkaldt frit radikal, og er således meget reaktivt og ustabilt: I almindelig luft reagerer det hurtigt med ilten i luften og danner kvælstofdioxid.

## Miljøforhold
Ved forbrændinger ved høje temperaturer i atmosfærisk luft (herunder i kraftværker og bilmotorer) dannes kvælstofoxid som biprodukt. I atmosfæren reagerer det med vand og danner salpetersyre, som indgår i den såkaldte syreregn.

Kvælstofoxid bidrager til nedbrydningen af det ozonlag i atmosfæren, som beskytter livet på Jorden mod Solens ultraviolette lys.

## Sundhed og sygdom
Kvælstofoxid er et vigtigt signalmolekyle i mange pattedyr, herunder mennesket – og indtager som sådant lidt af en særstilling ved at være gasformigt ved de i kroppen herskende tryk- og temperaturforhold.

Celler på indersiden af blodkar bruger signalet til at give den glatte muskulatur omkring blodkarret "besked" på at slappe af og derved forøge blodgennemstrømningen. En tilsvarende signalmekanisme regulerer erektionen af penis, og det er her, potensmidlet Viagra griber ind, og samme mekanisme ligger bag virkningen af hjertemedicin som nitroglycerin og amylnitrat, der omsættes til kvælstofoxid.
Makrofager, celler der rammende beskrives som "immunforsvarets skraldemænd", producerer nitrogenoxid og bruger det til at dræbe indtrængende bakterier med. Ved alvorlige infektioner kan denne mekanisme give bagslag, idét der produceres så meget muskelafslappende nitrogenoxid at blodtrykket falder faretruende.
Kvælstofoxid bruges også af nerveceller som en neurotransmitter. I modsætning til andre neurotransmittere som kun passerer synapsespalter, kan kvælstofoxid fra én nervecelle brede sig til flere andre nærliggende celler, uafhængigt af de "normale" signalveje over synapsespalterne. Det har vist sig, at kvælstofoxid spiller en vigtig rolle, i forbindelse med depression og skizofreni, da folk med disse lidelser har ændrede mængder af kvælstofoxid i hjernen. Desuden har SSRI-præparater indvirkning på omsætningen af kvælstofoxid.

### Medicinhistorie
Opdagelsen af nitrogenmonoxids biologiske funktioner i 1980'erne kom som en komplet overraskelse og forårsagede et vist røre. NO blev døbt "Årets molekyle" i 1992 af tidsskriftet Science, og der blev stiftet et Nitrogenmonoxid-Selskab samt skabt et videnskabeligt tidsskrift som kun beskæftiger sig med NO. Nobelprisen i medicin og fysiologi blev i 1998 givet til Ferid Murad, Robert F. Furchgott og Louis Ignarro for opdagelsen af signalstof-egenskaberne ved NO.
Det skønnes at der årligt publiceres omkring 3000 videnskabelige artikler om nitrogenmonoxids biologiske roller.